# Bela Voda
Bela Voda (serb. Бела Вода) ist ein serbisches Dorf in der Gemeinde Kruševac.
Der Ort hat 1387 Einwohner (Zensus 2002).